# Suso Reixach
Suso Rexach és un cantant i autor mallorquí, nascut a Capdepera.
Es declara influenciat per gent tan diversa com Sisa, Pau Riba, John Lennon, Bob Dylan, Silvio Rodríguez, Cat Stevens, etc. El 1998 publica el seu primer disc (Sense saber-ho), format majoritàriament per temes propis, més una versió de John Lennon ("Nin gelós" / "Jealous guy"). És un CD intimista i sensible. Pocs mesos després arriba un nou treball (Immersions), recull d'onze temes, en un dels quals ("Aquesta terra ja no és teva") col·labora amb Tomeu Penya i Joan Bibiloni, entre d'altres.

## Teatre
Va debutar en teatre amb petites aparicions amb la companyia mallorquina "Es mussol". L'any 2013 va protagonitzar "La dona que mirava per la finestra" d'Arnau Serra, obra per la qual l'autor gabellí i els protagonistes varen obtenir un ample reconexiement per part del públic, també ha participat en diversos projectes escrits i dirigits per Arnau Serra; Taronges (2014), El gran Hotel Montparnasse (2015), fent també l'any 2016 "42.473, Capdepera uns pluja de milions" també dirigida per n'Arnau Serra. En 2016 va protagonitzar "Dues Línies" amb la companyia gabellina Krisis Ta3, escrita i dirigida per Matt Praticis i el mateix any va protagonitzar "El Cas" novament escrita i dirigida per Matt Praticis.

## Discografia
- Sense Saber-Ho (1997, Al·leluia Records)
- Immersions (1998, Al·leluia Records)
- Sempre Els Meus Ulls (2001, Blau)
- Embolicat (2008, Phonos)
- Això no és un Capdepera Blues (2011, Phonos)
- Per acubar-se (2012, Phonos)
- Olorant La Màgia (2018, Phonos)